# Ferruccio Pisoni
Ferruccio Pisoni (Calavino, 6 agosto 1936 – 12 dicembre 2020) è stato un politico italiano, esponente della Democrazia Cristiana, deputato nazionale e parlamentare europeo.

## Biografia
È stato eletto alle elezioni europee del 1984, poi riconfermato nel 1989, per le liste della DC. È stato vicepresidente della Delegazione alla Commissione parlamentare mista CEE-Grecia, della Delegazione al comitato misto Parlamento europeo/Assemblea della Repubblica del Portogallo e del gruppo parlamentare del Partito Popolare Europeo. È stato anche deputato per quattro legislature e sottosegretario di stato all'Agricoltura e Foreste nei due governi Cossiga.
Morì nel 2020 per complicazioni da Covid-19.